# رازهای انولا هلمز
رازهای انولا هلمز یک ادبیات داستانی نوجوانان از داستان کارآگاهی نویسنده آمریکایی نانسی اسپرینگر است که با بازی انولا هلمز به عنوان خواهر ۱۶ ساله شرلوک هلمز مشهور که بیست سال بزرگتر از او است، بازی می‌کند. 
هنگامی که مادر آنها ناپدید می‌شود، برادران انولا، شرلوک و مایکرافت هلمز تصمیم می‌گیرند که او را برخلاف میلش به یک مدرسه شبانه‌ روزی بفرستند. درعوض، انولا با کمک مادرش که بودجه‌های پنهان و یک رمزنگاری دقیق برای برقراری ارتباط دخترش فراهم کرده بود، به لندن فرار می‌کند و در آنجا یک موسسه خصوصی مخفی و متخصص در تحقیقات دربارهٔ افراد گمشده را تأسیس می‌کند. علاوه بر این، انولا باید از برادران خود که مصمم هستند او را اسیر و مجبور به مطابقت با انتظارات خود کنند، جلوتر باشد.
در سال ۲۰۲۰، این مجموعه ادبی با بازی میلی بابی براون در نقش اصلی و هنری کویل نقش شرلوک هلمز به فیلمی با این نام تبدیل شد.